# Prepoštská jaskyňa
Prepoštská jaskyňa (pol. Jaskinia Prepozyta) – niewielka jaskinia w tzw. Bojnickim Krasie Trawertynowym, na terenie miasta Bojnice na Słowacji.

## Położenie
Jaskinia znajduje się w centrum miasta, u stóp stromego obrywu potężnej trawertynowej pokrywy (tzw. Farska travertínova kopa), którym opada ona ku południowemu zachodowi tuż za kościołem parafialnym w Bojnicach. Trawertyn osadził się tu na skutek wytrącania się związków wapnia z wód ciepłych źródeł mineralnych, funkcjonujących w tym rejonie do dziś.

## Ukształtowanie jaskini
Wejście do jaskini znajduje się na wysokości 242 m n.p.m., ok. 7 m powyżej poziomu dawnych ogrodów kościelnych (słow. Farska záhrada) i 11 powyżej obecnego poziomu znajdującego się w nich jeziorka. Jaskinia ma formę dużego schroniska podskalnego o szerokości 12 m i wysokości 4,5–8 m, nakrytego potężnym okapem. Powstała na skutek erozyjnej i korozyjnej działalności wód opadowych, rozpuszczających miękki trawertyn. Wejście do jaskini ograniczają częściowo duże bloki trawertynu. Głębokość jaskini wynosi 6 m, w tylnej ścianie jaskini jest częściowo zasypany korytarz długości 8 m. W korytarzu stwierdzono skromną szatę naciekową w formie groszkowatych stalagmitów.

## Dzieje eksploracji
W czasach historycznych jaskinia była znana od dawna. Chronili się w niej pasterze wypasający bydło w rejonie dawnej bojnickiej osady, a później strażnicy dokonujący obchodów murów miejskich. Co najmniej od połowy XIX w. użytkownicy ogrodów kościelnych mieli w niej kompostownik i śmietnik. Nazwa jaskini związana jest z jej „odkrywcą”, którym był w 1926 r. ówczesny proboszcz bojnickiej parafii rzymskokatolickiej, a jednocześnie archeolog amator, ksiądz Karol Anton Medvecký (1875–1937). Po uprzątnięciu śmieci wraz z innym miłośnikiem archeologii, Gejzą Turbą, odkryli oni w jaskini liczne kości zwierząt (m.in. mamuta), szereg narzędzi kamiennych i ślady ognisk. Mając świadomość wartości stanowiska i własnej ignorancji zabezpieczyli znalezisko, które było następnie zbadane przez czołowych specjalistów ówczesnej Republiki Czechosłowackiej (Karel Absolon, Lubor Niederle). We współpracy z archeologami polskimi i francuskimi ustalili oni, że Jaskinia Prepoštská była zasiedlona przez paleolitycznych łowców, którzy urządzili w niej wielki i długo funkcjonujący warsztat produkcji narzędzi kamiennych.
Dalsze badania prowadzone m.in. w latach 1927 (J. Babor, J. Eisner, Š. Janšák), 1950 (František Prošek) i 1965–1967 (J. Bárta) wykazały w jaskini obecność osadnictwa paleolitycznego zaliczanego do tzw. kultury mustierskiej z okresu 90–60 tys. lat p.n.e. W jaskini i w jej otoczeniu zebrano ok. 3000 sklasyfikowanych znalezisk. Dzięki temu Bojnice są uznawane za najważniejsze i najlepiej zbadane siedlisko człowieka neandertalskiego na terenie Słowacji i jedno z najcenniejszych w skali Europy. Do dziś nie znaleziono jednak w tym miejscu żadnych fragmentów szkieletu tego człowieka.

## Ochrona jaskini
Jaskinia Prepoštská stanowi majątek Państwa Słowackiego i od 1994 r. jest chroniona jako narodowy pomnik przyrody (słow. Národná prírodná pamiatka Prepoštská jaskyňa). Teren wokół jaskini o powierzchni 5474 m² został 6 grudnia 2006 r. ustanowiony pasmem ochronnym ww. pomnika przyrody.

## Muzeum w jaskini
Od 2007 r. w Jaskini Prepoštskiej mieści się Múzeum praveku Slovenska (Muzeum Prehistorii Słowacji). Przed jaskinią, pod trawertynowym okapem znajduje się diorama, przedstawiająca sceny z życia człowieka neandertalskiego.